# 縣道150號
縣道150號（芳苑－南投），西起彰化縣芳苑鄉芳苑市區，東至南投縣南投市牛食水，全長共計43.117公里（公路總局資料）。
2005年7月，交通部運輸研究所曾計劃將縣道150號升格為省道台50線。

## 行經行政區域
| 彰化縣 | 芳苑鄉 | 芳苑市區                        | 0.000  | 台17線                   | 公路起點              |
| 彰化縣 | 芳苑鄉 | 頂廍子                          | －     | 彰157線                  | 與彰157線共線起點     |
| 彰化縣 | 芳苑鄉 | 頂廍子                          | －     | 彰157線                  | 與彰157線共線終點     |
| 彰化縣 | 芳苑鄉 | 後寮                            | －     | 彰121線                  | 與彰121線共線起點     |
| 彰化縣 | 芳苑鄉 | 後寮                            | －     | 彰121線                  | 與彰121線共線終點     |
| 彰化縣 | 芳苑鄉 | －                              |        |                          |                       |
| 彰化縣 | 芳苑鄉 | 埤北                            | －     | （地區道路）             |                       |
| 彰化縣 | 二林鎮 | 二林市區                        | －     | （地區道路）             |                       |
| 彰化縣 | 二林鎮 | 下山寮                          | 6.165  | 縣道143號                |                       |
| 彰化縣 | 二林鎮 | 下山寮                          | －     | 彰172線                  | 彰172線起點           |
| 彰化縣 | 二林鎮 | 下山寮                          | －     | 彰129線                  | 彰129線終點           |
| 彰化縣 | 二林鎮 | 頂金瓜寮                        | －     | （地區道路）             |                       |
| 彰化縣 | 二林鎮 | 後厝                            | －     | 彰131線                  | 彰131線終點           |
| 彰化縣 | 二林鎮 | 後厝                            | －     | 彰171線                  | 彰171線起點           |
| 彰化縣 | 二林鎮 | 丈八斗                          | －     | 彰171線                  | （同上）              |
| 彰化縣 | 二林鎮 | 丈八斗                          | －     | 彰133線                  |                       |
| 彰化縣 | 二林鎮 | 原斗                            | 11.600 | 彰127線                  |                       |
| 彰化縣 | 二林鎮 | 原斗                            | －     | 彰133-1線                | 彰133-1線終點         |
| 彰化縣 | 二林鎮 | 原斗                            | －     |                          |                       |
| 彰化縣 | 二林鎮 | 原斗                            | －     | （地區道路）             |                       |
| 彰化縣 | 埤頭鄉 | 十三甲                          | －     | 彰136線                  | 彰136線起點           |
| 彰化縣 | 埤頭鄉 | 十三甲                          | －     | 彰127-1線                | 彰127-1線起點         |
| 彰化縣 | 埤頭鄉 | 小埔心                          | 15.062 | 縣道145號                | 縣道145號起點         |
| 彰化縣 | 埤頭鄉 | 連交厝                          | －     | （地區道路）             |                       |
| 彰化縣 | 埤頭鄉 | 埤頭市區                        | 16.500 | 台19線                   |                       |
| 彰化縣 | 埤頭鄉 | 埤頭市區                        | －     | 彰152線                  |                       |
| 彰化縣 | 埤頭鄉 | 謝厝                            | －     | 彰187線                  | 彰187線起點           |
| 彰化縣 | 埤頭鄉 | 埔尾                            | －     | 彰148線                  | 彰148線終點           |
| 彰化縣 | 埤頭鄉 | －                              |        |                          |                       |
| 彰化縣 | 埤頭鄉 | 埔尾                            | －     | （地區道路）             |                       |
| 彰化縣 | 埤頭鄉 | 北斗交流道                      | －     | 國道一號                 | 國道一號僅設南下出入  |
| 彰化縣 | 埤頭鄉 | 埔尾                            | －     | （地區道路）             |                       |
| 彰化縣 | 埤頭鄉 | 18.91 （無名橋梁） 跨越國道一號 |        |                          |                       |
| 彰化縣 | 埤頭鄉 | 埔尾                            | －     | 彰181線                  | 彰181線起點           |
| 彰化縣 | 埤頭鄉 | 北斗交流道                      | －     | 國道一號                 | 國道一號僅設北上出入  |
| 彰化縣 | 埤頭鄉 | 埔尾                            | －     | （地區道路）             |                       |
| 彰化縣 | －     |                                 |        |                          |                       |
| 彰化縣 | 北斗鎮 | 中寮                            | 20.123 | 彰153線                  | 彰153線終點           |
| 彰化縣 | 北斗鎮 | 北勢寮                          | 21.487 | 台1線                    |                       |
| 彰化縣 | 北斗鎮 | 北斗市區（西部）                | 22.100 | 彰101線                  |                       |
| 彰化縣 | 北斗鎮 | 北斗市區（西部）                | 22.600 | 彰98線                   | 彰98線起點            |
| 彰化縣 | 北斗鎮 | 北斗市區（東部）                | －     | 彰97線                   | 彰97線起點            |
| 彰化縣 | 北斗鎮 | 中圳                            | －     | 彰89-1線                 | 彰89-1線起點          |
| 彰化縣 | 北斗鎮 | 中圳                            | －     |                          |                       |
| 彰化縣 | 北斗鎮 | 中圳                            | －     | 彰89線                   | 彰89線終點            |
| 彰化縣 | 田尾鄉 | 中圳                            | －     | 彰89線                   | （同上）              |
| 彰化縣 | 田中鎮 | 外三塊厝                        | －     | 彰83線                   | 彰83線終點            |
| 彰化縣 | 田中鎮 | 外三塊厝                        | －     | 彰98線                   | 彰98線終點            |
| 彰化縣 | 田中鎮 | 梅州                            | －     | 東彰南路四段(高鐵聯絡道) |                       |
| 彰化縣 | 田中鎮 | 田中市區                        | －     | （地區道路）             |                       |
| 彰化縣 | 田中鎮 | 大新                            | －     | 彰99線                   |                       |
| 彰化縣 | 田中鎮 | 田中市區                        | －     | （地區道路）             |                       |
| 彰化縣 | 田中鎮 | － 跨越縱貫線南段               |        |                          |                       |
| 彰化縣 | 田中鎮 | 新庄                            | 30.400 | 縣道141號                |                       |
| 彰化縣 | 田中鎮 | －                              |        |                          |                       |
| 彰化縣 | 田中鎮 | 內灣                            | 30.900 | 縣道137號                |                       |
| 南投縣 | 名間鄉 | 沒有主要交會點                  |        |                          |                       |
| 彰化縣 | 田中鎮 | 沒有主要交會點                  |        |                          |                       |
| 南投縣 | 名間鄉 | 赤水                            | 34.614 | 縣道139乙線              | 與縣道139乙線共線起點 |
| 南投縣 | 名間鄉 | 赤水                            | －     | 縣道139乙線 · 投36線     | 投36線起點            |
| 南投縣 | 名間鄉 | 赤水                            | 35.154 | 縣道139乙線              | 與縣道139乙線共線終點 |
| 南投縣 | 名間鄉 | 籃口店                          | －     | 投34線                   |                       |
| 南投縣 | 名間鄉 | 籃口店                          | －     | 投24線                   | 投24線起點            |
| 南投縣 | 名間鄉 | －                              |        |                          |                       |
| 南投縣 | 名間鄉 | 大庄                            | －     | 投32線                   | 投32線終點            |
| 南投縣 | 名間鄉 | 大庄                            | －     | 投30線                   |                       |
| 南投縣 | 名間鄉 | 大庄                            | －     |                          |                       |
| 南投縣 | 名間鄉 | 大庄                            | －     | （地區道路）             |                       |
| 南投縣 | 名間鄉 | 大庄                            | －     | （地區道路）             | 0                     |
| 南投縣 | 南投市 | 茄苳腳                          | －     | （地區道路）             | 0                     |
| 南投縣 | 南投市 | 茄苳腳                          | －     | 投29線                   | 投29線終點            |
| 南投縣 | 南投市 | 牛食水                          | 43.117 | 台3線 · 台14乙線         | 公路終點              |
| 共線   |        |                                 |        |                          |                       |

## 沿線路名
- 斗苑路芳苑段
- 斗苑路頂後段
- 斗苑路三合段
- 斗苑路五段（二林鎮）
- 建國路
- 中正路
- 斗苑路五－一段（二林鎮）
- 斗苑西路
- 斗苑東路
- 斗苑路二－一段（北斗鎮）
- 中華路
- 斗中路
- 中正路
- 員集路二段
- 中南路
- 南田路
- 大庄路
- 中興路

## 沿線設施與景點
- 芳苑工業區
- 彰化縣二林鎮二林國民小學
- 國立二林高級工商職業學校
- 彰化縣立原斗國民中小學
- 北斗交流道（ 國道一號）
- 彰化縣北斗鎮螺陽國民小學
- 彰化縣北斗鎮螺青國民小學
- 北斗工業區
- 彰化縣田中鎮新民國民小學
- 彰化縣立田中高級中學
- 彰化縣田中鎮內安國民小學
- 彰化縣私立達德高級商工職業學校
- 南投縣名間鄉名崗國民小學
- 南投縣立南崗國民小學
- 南投縣南投市嘉和國民小學